# I figli di Armageddon
I figli di Armageddon (il titolo originale in inglese è Armageddon's children) è il primo libro della trilogia La genesi di Shannara scritto da Terry Brooks. L'autore in questa nuova opera, racconta la nascita delle quattro terre, dalle ceneri delle Grandi Guerre.
(Terry Brooks, I figli di Armageddon)

## Ambientazione
La lotta tra il Verbo e il Vuoto è ormai al culmine. L'umanità, che aveva raggiunto livelli di evoluzione senza precedenti, ha ceduto all'avidità e all'odio. Le guerre si sono estese a macchie d'olio, mentre le armi utilizzate contribuiscono alla devastazione dell'ambiente e della vita sul pianeta. I pochi superstiti lottano per la sopravvivenza in un mondo modificato dalle radiazioni e dalle infezioni mortali causate da quelle che verranno in seguito ribattezzate Grandi Guerre. Il tessuto sociale è andato in frantumi. Le uniche oasi di pace sono le Fortezze, dove gli uomini cercano di ricreare una parvenza di civiltà in fortini militarizzati spesso costruiti all'interno di vecchi impianti sportivi. Ogni possibilità di riuscita è, tuttavia, minata dalla presenza di ex uomini. Corrotti dalle malattie e dai veleni, si stanno rapidamente trasformando in demoni, spinti ulteriormente alla pazzia proprio da questi ultimi, con un unico obiettivo: distruggere definitivamente la razza umana.

## Trama
La fortezza dove il giovane Logan Tom vive con la sua famiglia viene assaltata e in breve tempo conquistata da un esercito di demoni ed ex-uomini guidati da Findo Gask, demone potente e antichissimo già apparso nel Ciclo del demone. Logan è testimone della morte di tutti i suoi famigliari e si rende a sua volta autore di una strage di nemici essendo riuscito a procurarsi un'arma automatica, dopodiché riesce a fuggire.
Diversi anni dopo, Logan è diventato uno degli ultimi Cavalieri del Verbo viventi. La sua missione a servizio del Verbo sembra essere chiaramente persa in partenza: per ogni demone da lui ucciso, per ogni campo di schiavitù distrutto, il Vuoto conquista terreno e vite. Quando anche le sue ultime speranze stanno per esaurirsi, gli viene affidato un compito della massima importanza da parte del Verbo: trovare e mettere in salvo il Variante, una creatura di estrema importanza, dotata di poteri magici innati e molto potenti, in grado ribaltare la situazione a favore del Verbo. Il Variante, che non ha alcuna conoscenza della sua reale identità e dei suoi poteri, può apparire sotto qualunque aspetto. A Logan Tom, dunque, il compito di trovarlo e di aiutarlo nella sua impresa. A indicargli la via è un potente amuleto: le ossa della mano destra di Nest Freemark, la donna che ha protetto il Variante nella sua ultima incarnazione. Quello che Logan non sa è che anche Findo Gask è da secoli sulle tracce del Variante per poterlo eliminare una volta per tutte.
Nel frattempo, nelle rovine della città di Seattle, un ragazzo di nome Falco e i suoi compagni, gli Spettri, tentano di sopravvivere in mezzo alla devastazione. Il loro gruppo è formato da alcuni ragazzi: Falco, Gufo, Passero, Scoiattolo, Fiume, Pantera, Orso, Fiamma, Gesso e infine Aggiusta. Per salvare la vita a una ragazza estranea al gruppo, Falco decide di chiedere aiuto a Tessa, una ragazza che vive in una fortezza, e di cui è innamorato, chiedendole di sottrarre dei medicinali all'infermeria della fortezza.
Tessa, che contraccambia l'amore per Falco, accetta di aiutarlo.
Anche Angela Perez, un altro Cavaliere del Verbo, è chiamata ad un compito di eccezionale importanza. Dopo aver salvato un gran numero di bambini da alcune fortezze sotto assedio, alla donna viene chiesto di ritrovare gli Elfi. Per secoli ritenute creature delle favole, essi in realtà si nascondono nelle foreste del Cintra. A guidarla nel suo viaggio è una creatura di Faerie, Ailie, capace di convincere gli elfi ad ascoltare il Cavaliere del Verbo. Dietro di lei, però, Findo Gask ha sguinzagliato la folle demone-lupo Delloreen, che inizia una caccia feroce alla giovane donna.
A Seattle la situazione peggiora di giorno in giorno in un crescendo di angoscia: mentre la piccola Fiamma è tormentata da visioni che annunciano un'imminente sciagura, le medicine rubate da Tessa si rivelano inutili, in quanto Falco e alcuni dei ragazzi del gruppo trovano l'altra banda di ragazzi massacrata nel loro nascondiglio, con tracce che fanno pensare all'opera di una creatura mutante sconosciuta. Prima che possano tornare a casa, il rifugio degli Spettri è attaccato da una sorta di millepiedi gigante. Ne segue uno scontro all'ultimo sangue tra la combattiva Passero e la creatura, in cui la ragazzina riesce ad avere la meglio grazie al sacrificio di Cheney, il grosso cane che vive con loro. Appena rientrato a casa Falco, che aveva preso la decisione di lasciare la città, veglia sul cane, ridotto in fin di vita. L'indomani, miracolosamente, l'animale è completamente guarito e una serie di fattori fa dedurre che sia stata opera di Falco. Non riuscendo a capacitarsi di come sia potuto accadere, gli Spettri incominciando a fare i preparativi per la partenza. A chilometri di distanza, però, Findo Gask non ha dubbi, avendo avvertito l'utilizzo di una potente forma di magia che solo il Variante può aver generato. Il demone e il suo esercito continuano dunque la loro marcia.
Nel Cintra, intanto, anche gli Elfi sono in fermento in quanto l'Ellcrys, l'albero magico che sostiene il Divieto, parla ai suoi eletti, invitandoli a recuperare le Pietre Magiche e il Loden. Tra le reticenze e gli ostacoli posti dal re, Kirisin e Erisha, rispettivamente nipote e figlia del re, tentano di trovare i luoghi dove sono custoditi gli amuleti, impauriti da cosa potrebbe accadere se il tale importante barriera dovesse essere infranta.
Logan Tom giunge a Seattle e, guidato dalle ossa della mano di Nest Freemark, trova il rifugio degli spettri. Dopo aver guadagnato la loro fiducia, tuttavia, scopre di aver mancato il Variante per una manciata di minuti: Falco, infatti, è andato alla fortezza, per convincere Tessa a partire con lui. Ad aspettarlo, però, ci sono le guardie della città, che hanno scoperto il contrabbando delle medicine. Il terrore di nuove epidemie rende la gente molto suscettibile a questo tipo di reato e, dopo un processo sommario, i due giovani vengono condannati a morte. Logan riesce ad accedere alla fortezza in qualità di Cavaliere del Verbo e, portato nella cella di Falco, gli spiega il motivo della sua visita. Falco non crede al racconto di Logan, fino al momento in cui questi non gli consegna le ossa della madre. Quando queste vengono in contatto con la pelle del ragazzo, si innesca una reazione per la quale Falco ha delle visioni, dove sua madre gli racconta la verità sul suo passato e lo informa della sua missione: salvare l'umanità.
L'indomani, Logan si intrufola nella fortezza per liberare il ragazzo ma, arrivato alla cella di Falco, scopre che il ragazzo è già in cima alle, da cui mura viene lanciato nel vuoto insieme a Tessa. Dall'altra parte della città, gli Spettri vedono un lampo di luce bianca provenire dalla fortezza. La sorpresa per quel fenomeno insolito viene presto cancellata dal terrore. Un suono incessante di tamburi annuncia l'arrivo di una forza di invasione giunta per radere al suolo Seattle.

## Personaggi
- Logan Tom
- Angela Perez
- Findo Gask
- Delloreen
- Falco
- Kirisin Belloruus
- Erisha Belloruus
- Gufo
- Fiamma
- Fiume
- Pantera
- Passero
- Orso
- Gesso
- Aggiusta

## Edizioni
- Terry Brooks, I figli di Armageddon, traduzione di Riccardo Valla, ISBN 88-04-56066-5.